# Paris-Lens
Paris-Lens  est une ancienne course cycliste française organisée de 1927 à 1952 et reliant le chef-lieu de la région Île-de-France à la sous-préfecture du département du Pas-de-Calais en région Hauts-de-France.

## Palmarès
| Année | Vainqueur           | Deuxième               | Troisième           |
| ----- | ------------------- | ---------------------- | ------------------- |
| 1927  | Jérôme Declercq     | Rémy Verschaetse       | André Dumont        |
| 1928  | Joseph Vanderhaegen | Jérôme Declercq        | César Rondelaere    |
| 1929  | Félicien Vervaecke  | Émile Decroix          | Rémi Decroix        |
| 1930  | Gustave Beckaert    | André Vanderdonckt     | Joseph Vanderhaegen |
| 1931  | Alfons Ghesquière   | Henri Deudon           | André Vanderdonckt  |
| 1932  | Raymond Debruyckere | Léon Robitaille        | Jean Driancourt     |
| 1933  | François Blin       | Albertin Dissaux       | Rémy Verschaetse    |
| 1934  | François Blin       | Albert Vandendriessche | Jean Driancourt     |
| 1935  | Jules Pyncket       | Rémi Decroix           | Marcel Kint         |
| 1936  | Roger Schoon        | Robert Thain           | Werner Buchwalder   |
| 1937  | César Marcelak      | Maurice Samyn          | Henri Decoopman     |
| 1938  | Victor Codron       | Gaston Grimbert        | Albert Majorczyk    |
| 1939  | Victor Codron       |                        |                     |
| 1946  | César Marcelak      | Louis Déprez           |                     |
| 1948  | Robert Renoncé      |                        |                     |
| 1952  | René Van Meenen     | Ian Steel              | Audemard            |